# 청주과학대학
청주전문대학(淸州科學大學)은 대한민국 충청북도 증평군에 있었던 국립 전문대학이다.
2006년 충주대학교와 통합되어 충주대학교 증평캠퍼스로, 충주대학교가 한국철도대학과 통합되어
사라졌다

## 연혁
- 1914년 조선총독부 청주 자혜의원 조산부 및 간호부 양성소 설치
- 1945년 충북도립 청주병원 부속 간호부양성소 설립
- 1948년 충북도립 청주병원 부속 고등간호학교로 승격
- 1953년 청주간호고등기술학교로 개편
- 1962년 청주간호학교로 개편
- 1974년 청주간호전문학교로 개편
- 1979년 청주간호전문대학으로 개편
- 1982년 국립청주전문대학으로 개편
- 1999년 국립청주과학대학으로 교명 변경
- 2000년 청주캠퍼스에서 증평캠퍼스로 대학시설 이전
- 2006년 충주대학교와 통합
- 2012년 한국철도대학과 통합

## 같이 보기
- 대한민국의 교육